# Trifolium aureum
Espèce
Synonymes
- Chrysaspis aurea (Pollich) Greene[1] [2]
- Trifolium agrarium L.[1] [2]
- Trifolium strepens Crantz[1] [2]

Trifolium aureum, le trèfle doré, est une espèce de plantes à fleurs de la famille des Fabaceae originaire d'une grande partie de l'Eurasie.
Le trèfle doré est une petite plante bisannuelle herbacée pouvant atteindre 10-30 cm de haut. Comme tous les trèfles, il a des feuilles composées divisées en trois folioles sessiles, chaque foliole mesure 15-25 mm de long et 6-9 mm de large. Ses fleurs jaunes sont disposées en petites inflorescences rondes allongées de 12-20 mm de diamètre, situé à l'extrémité de la tige. Chaque fleur individuelle est décombante. En vieillissant, les fleurs deviennent brunes et ressemblent à du papier. Le fruit est une gousse contenant généralement deux graines.

## Écologie et habitat
La plante est très commune et pousse bien sur des sols pauvres et non perturbés. Bien qu'il ait probablement de bonnes valeurs nutritives, les espèces pérennes sont privilégiées comme fourrage.

## Distribution
Trifolium aureum est originaire de toute l'Europe (en Russie, cela inclut la Ciscaucasie non européenne et la Sibérie occidentale ; en Espagne uniquement dans le nord-est ; et dans la partie européenne de l'Ukraine, cela inclut la Crimée) ; l'Asie occidentale et septentrionale et le Moyen-Orient (en Arménie, en Azerbaïdjan, en Géorgie, dans le nord de l'Iran, au Liban et en Turquie) ; et l'Afrique (limitée aux îles Canaries).
Trifolium aureum est largement naturalisée en Amérique du Nord : elle fut en premier introduit aux États-Unis (en passant par la Pennsylvanie) en 1800[réf. nécessaire], où elle est trouvable à l'ouest (aussi proche du nord de l'Alaska). Elle est aussi trouvable au Canada.

## Risques de confusion
Trifolium aureum, peut être confondu avec d'autres plantes qui ont trois folioles et de petites fleurs jaunes, comme : 
- Trèfle couché (T. campestre) plus court et étalé, avec des feuilles et des fleurs plus petites. La foliole médiane de ses feuilles a également un rachis court.
- Trèfle douteux (T. dubium).
- Luzerne lupuline (Medicago lupulina).
- Oxalide dressée (Oxalis stricta).